# Masia Torre del Codina
Masia Torre del Codina és una obra de Tàrrega (Urgell) protegida com a Bé Cultural d'Interès Local.

## Descripció
Masia situada a l'esquerra del camí cap a Granyena, a la partida del Pla de Piteu. Es tracta d'un gran conjunt que compta amb un edifici principal, un forn de pa original, dos cups de vi amb cairons i lloses de terrissa, dos cellers, una cisterna de pedra -que manté els muntants del pou per pujar l'aigua-, una quadra -amb les menjadores de pedra picada-, i un corral.
L'accés al recinte es realitza per un dels laterals, a través d'una portada rectangular ubicada en un mur. Aquesta obertura està emmarcada en pedra i té un guardapols de teula àrab a sobre, que serveix tant d'ornamentació com per guardar la porta de la pluja.
El volum principal, de planta rectangular, compta amb planta baixa, dos pisos, golfes i una coberta a dos aiguavessos amb carener paral·lel a la façana principal. Aquesta última, ubicada en direcció ponent, està constituïda per dos eixos verticals, de manera que totes les obertures estan disposades simètricament. La porta principal, d'arc a nivell, s'ubica en un dels extrems i presenta una llinda i brancals constituïts per grans blocs de pedra. A sobre s'ubica un arc de descàrrega fet amb carreus rectangulars i ben escairats disposats a sardinell. Les finestres -quadrades al nivell de les golfes i rectangulars a la resta de pisos- estan emmarcades, i la gran majoria d'elles compten amb ampits de pedra.
Les dues façanes laterals destaquen per la presència d'una gran obertura amb arc de volta de cordill amb tres remitjos que divideixen la finestra en quatre parts. Cadascuna d'aquestes façanes, a més, compta amb un cos annex: un d'ells presenta una coberta plana que és utilitzada com a terrassa al segon pis i l'altre, de majors dimensions, té una teulada a un aiguavés i grans finestrals que s'adapten a la inclinació de la coberta. Remata la façana del cos principal el ràfec de la teulada, decorat amb una filera de dentellons.
La resta de construccions annexes se situen al voltant de l'edifici principal, tot formant un pati central. Davant de la façana principal del cos central s'aixeca un volum d'un sol pis, de planta rectangular, coberta d'un aiguavés amb carener paral·lel a la façana principal i una porta d'accés d'arc pla, amb llinda i brancals formats amb grans carreus ben escairats.
En un dels costats del pati central destaca una altra construcció annexa d'un sol pis amb una coberta a un sol aiguavés: es tracta de l'antic corral del mas. Presenta tres grans arcades adovellades d'arc escarser, que queden tancades per finestrals.
Tot el conjunt és clos per un mur perimetral que, al seu torn, és utilitzat com a paret de càrrega per algunes de les construccions annexes.
Destaca, a la llinda de pedra de l'accés al pati, la data gravada “7 d'octubre de 1753”, així com la inscripció “D. J. CODINA 1891” feta amb claus a la porta d'entrada original, que és de fusta i està recoberta de llautó.
El parament del conjunt és fet amb pedra seca, i totes les cobertes són de teula àrab.

## Història
La masia, un bon exemple de l'arquitectura rural del segle xvii, fou reformada en diverses ocasions. Sembla que la inscripció del segle xix fa referència a les ampliacions que es realitzaren en aquell moment, amb l'annexió del cobert.
L'any 2007 es va reformar completament tot el conjunt, que es trobava en estat de deteriorament, i es rehabilità com a casa rural.